# Gian Luca Favetto
Gian Luca Favetto (Torino, 29 ottobre 1957) è uno scrittore, giornalista, drammaturgo, critico teatrale e cinematografico italiano.
Conduce programmi radiofonici su RadioRai. Vive a Torino.

## Biografia
Dal 1989 collabora con La Repubblica e dal 2000 con Diario. Ha scritto per la Gazzetta del Popolo, Reporter, Sipario, L'Indice.
Il suo primo libro, L'ultima meraviglia (Genesi, 1990), è una raccolta di poesie, a cui segue nel 1992 Chiunque va a piedi è sospetto per i tipi di Marcos y Marcos. Tommaso Torelli, inseguitore è il suo primo romanzo, edito nel 1994 sempre da Marcos y Marcos.
Nel 1996 esce un'altra sua raccolta di poesie, Il versante accogliente dell'ombra (Marcos y Marcos). Nel 1997 Paravia pubblica il saggio Ernest Hemingway. Il racconto Di natura da definire (Stampa Alternativa) è del 2000. Arnoldo Mondadori Editore nel 2002 pubblica il romanzo A undici metri dalla fine, primo classificato nella sezione narrativa del Premio Letterario del Comitato Olimpico Nazionale 2002, e nel 2004 la raccolta di racconti Se vedi il futuro, digli di non venire, finalista, nello stesso anno, del Premio letterario Piero Chiara.
Nel 2005 Gian Luca Favetto segue il Giro d'Italia come inviato speciale, e nel 2006 Arnoldo Mondadori Editore pubblica Italia, provincia del Giro - Storie di eroi, strade e inutili fughe, finalista nel 2007 del Premio Bancarella Sport e primo classificato nella sezione narrativa del Premio Letterario del Comitato Olimpico Nazionale 2007.
In veste di voce narrante partecipa al film documentario Scrittori nel pallone di Davide Minnella, Alessandro D'Alessandro e Annalisa Lo Pinto (Italia, 2005, 50').
Nel 2006, scrive il racconto Tomaszewski contro le banane che viene pubblicato all'interno della raccolta di racconti Azzurri - Undici scrittori italiani raccontano il mito della Nazionale (2006, Rizzoli).
Nel gennaio 2008, nella raccolta Ho visto cose... Racconti dalla patria del design: dieci scrittori per dieci oggetti... (BUR), pubblicata in occasione di Torino World Design Capital 2008, esce un suo racconto sulla Lettera 22, la celebre macchina per scrivere realizzata dalla Olivetti negli anni cinquanta.
Il romanzo La vita non fa rumore (Arnoldo Mondadori Editore) è dell'aprile 2008.
Nel 2009 escono il romanzo Le stanze di Mogador (Verdenero-Edizioni Ambiente) e le poesie Mappamondi e corsari (Interlinea). Nel 2010 pubblica il racconto Diventare pioggia (Manni) e l'audiolibro I nomi fanno il mondo (Il Narratore) formato da quarantuno racconti di venticinque righe e di un minuto e mezzo ciascuno.
A luglio 2011 nella collana Contromano di Laterza esce Se dico radici dico storie, da cui viene tratto un fortunato reading-spettacolo con Saba Anglana e Fabio Barovero, Le radici davanti.
Nel 2012 firma, insieme con altri nove scrittori, il Repertorio dei pazzi d'Italia, a cura di Roberto Alajmo, dato alle stampe da Il Saggiatore, inoltre cura e traduce per Add Editore Elogio delle frontiere di Régis Debray. Mentre per Add editore esce la sua traduzione con postfazione di un saggio di Régis Debray, Elogio delle frontiere. 
Nel 2014 per Effatà pubblica il racconto Un’estrema solitudine. L'anno successivo, 2015, firma per 66thand2nd Il giorno perduto. Racconto di un viaggio all’Heysel scritto con Anthony Cartwright. 
Nel 2016 per NN Editore esce il romanzo Premessa per un addio, nella collana ViceVersa da lui curata. Nel 2107, invece, per Interlinea escono le poesie di Il viaggio della parola. 
Nel 2018 NN Editore pubblica Qualcosa che s'impara, sul tema del perdono. Mentre a maggio 2019 esce il romanzo Si chiama Andrea per 66thand2nd. 
Del 2020 è "Attraverso persone e cose. Il racconto della poesia" per ADD edizioni; del 2021 il romanzo "Bjula delle betulle" per Aboca edizioni. 
Nell'ottobre 2022 Interlinea pubblica "Dell'infinito amore", prima parte di un dittico poetico che si completa nel maggio 2023 l'uscita di "Nel tempo vegetale". Sempre con questa casa editrice pubblica nel 2024 "Marco Polo o l'invenzione del mondo. Un'idea di letteratura".
Per quanto riguarda la sua attività su RadioRai, dopo aver partecipato ad Atlantis, nel 2003 conduce la trasmissione 7 gradi longitudine Est (in onda da Torino che si trova a 7 gradi di longitudine Est dal meridiano 0), 3131 nel 2003 e negli anni seguenti Trame. Entrambe le trasmissioni riscuotono un grande successo fra gli ascoltatori.
È autore de Il soldatino Bettini, un radiofilm creato per RadioTre, musicato da Giorgio Colombo Taccani e poi allestito nell'ottobre del 2000 a Praga.
Ha realizzato il programma televisivo Il Museo distante sul Museo Cesare Lombroso di Torino. 
Nella stagione 2021-2022 per RaiTre ha partecipato alla trasmissione "Le parole per dirlo".
Fra le drammaturgie teatrali da lui elaborate le Operette morali da Giacomo Leopardi (Gruppo della Rocca, 1986), Sarrazine da Balzac (Cabaret Voltaire, 1990), Canto per Torino (regia di Gabriele Vacis, 1995), Passaggi (Teatro dell'Angolo, 1996), Nel catalogo figurate come uomini (Gruppo della Rocca, 1997) e Aspettando – Suite per Godot (Gruppo della Rocca, 1998), La prima cosa e l'ultima 2004, Una lezione su Amleto (Liberipensatori, 2011), Il paese che non dico e la grande arca (Laboratorio Permanente sull'Arte dell'Attore, 2011), Barbablù (Teatro delle Dieci, con la regia di Valeriano Gialli, 2012). In collaborazione con il Teatro Pubblico Ligure con la regia di Sergio Maifredi ha ideato il progetto Atlante del Gran Kan portando in scena tra il 2017 e il 2019 tre città, Sori, Enna e Tirana negli spettacoli Iros, Anen, Nairat. 
Nel 2019, a maggio a Castellania in forma di studio e a luglio al Teatro Carignano di Torino, debutta la sua drammaturgia Fausto Coppi. L'affollata solitudine del campione, prodotta dal teatro Stabile di Torino. In scena con lui ci sono Michele Maccagno e Fabio Barovero. 
Nel 2022 al Teatro Sociale di Camogli realizza "Camogli racconta", in scena a maggio; firma la drammaturgia di "Andante" per il Faber Teater, che ha debuttato a settembre all'abbazia di Vezzolano; a Ivrea, per Ivrea capitale italiana del libro, a novembre porta in scena "Ciascuno è un libro".
Nel 2006 crea Interferenze tra la città e gli uomini , la prima opera internet d'Italia, uno spettacolo innovativo che mette in comunicazione varie forme d'arte, il teatro, la letteratura e il web. Il progetto, prodotto da Assemblea Teatro in collaborazione con Teatro Stabile e Sistema Teatro Torino, si compone di un doppio spettacolo teatrale, di un'opera internet interattiva e del libro d'arte Interferenze tra la città e gli uomini (Edizioni Angolo Manzoni), un carnet di viaggio che racconta le interazioni fra Torino ed i suoi abitanti.
Negli anni 1993 e 1994 ha tenuto un seminario di scrittura teatrale all'Università di Torino.
Dal 2010 al 2012 ha partecipato all'ideazione e alla progettazione di tre edizioni del Festival Leggendo Metropolitano di Cagliari, intitolate rispettivamente Leparoleleali, Le radici e Il Tempo.com Presente. 
Insieme con Leandro Agostini nel 2018 ha realizzato la mostra e il progetto Il teatro del mondo. Nonché per la Reggia di Venaria Reale, nel 2021, ha dato vita al progetto #noveparole.
Per diversi anni ha aderito all'iniziativa promossa dalla Fiera del Libro di Torino Adotta uno scrittore, grazie alla quale i ragazzi delle scuole superiori hanno la possibilità di incontrare in classe uno scrittore, leggerne le opere e confrontarsi con lui sui temi della lettura e della scrittura.

## Curiosità
- Gian Luca Favetto gioca nell'Osvaldo Soriano Football Club, la Nazionale Italiana Scrittori, nel ruolo di portiere con la maglia n. 1.

## Opere

### Romanzi
- Tommaso Torelli, inseguitore - Milano - Marcos y Marcos - 1994
- A undici metri dalla fine - Milano - Oscar Mondadori - 2002
- Italia, provincia del giro: storie di eroi, strade e inutili fughe - Milano - Mondadori - 2006
- La vita non fa rumore - Milano - Mondadori - 2008
- Le stanze di Mogador - Milano- Verdenero Edizioni Ambiente - 2009
- Il giorno perduto, con Anthony Cartwright - Roma - 66thand2nd - 2015
- Premessa per un addio, Milano, NN Editore, 2016, ISBN 9788899253264.
- Qualcosa che s'impara, Milano NN Editore, 2018
- Si chiama Andrea, Roma, 66thand2nd, 2019
- "Attraverso persone e cose. Il racconto della poesia", Torino, ADD, 2020
- "Bjula delle betulle", San Sepolcro, Aboca, 2021
- "Marco Polo o l'invenzione del mondo", Interlinea, 2024

### Racconti
- Chiunque va a piedi è sospetto - Milano - Marcos y Marcos - 1992
- Se vedi il futuro, digli di non venire - Milano - Oscar Mondadori - 2004
- Diventare pioggia - Lecce - Manni - 2010
- I nomi fanno il mondo (audiolibro) - Zovencedo (Vi) - Il Narratore - 2010
- Se dico radici dico storie - Bari-Roma - Laterza - 2011
- Un'estrema solitudine - Cantalupa - Effatà - 2014

### Poesie
- La collina delle streghe - Torino - Italscambi - 1980
- Il buio e la memoria - Torino - Italscambi - 1982
- L'ultima meraviglia - Torino - Genesi - 1989
- Il versante accogliente dell'ombra - Milano - Marcos y Marcos - 1996
- Mappamondo di città sguardi parole - Bari - Dedalo - 1999
- Mappamondi e corsari - Novara - Interlinea - 2009
- Il viaggio della parola - Novara - Interlinea - 2016
- 600 orme - poemetto in 6 stanze in 600 orme con Sante Cutecchia, Altamura-Venezia, Self-publishing, 2018
- Dell'infinito amore - Novara - Interlinea - 2022
- Nel tempo vegetale - Novara - Interlinea - 2023

### Saggi
- Ernest Hemingway - Torino - Paravia/Scriptorium - 1997